# Andrej Andrejevič Markov (starejši)
Andrej Andrejevič Markov [andréj andréjevič márkov] (rusko Андре́й Андре́евич Ма́рков), ruski matematik, 14. junij (2. junij, ruski koledar) 1856, Rjazan, Ruski imperij (sedaj Rusija), 20. julij 1922, Petrograd, Sovjetska zveza (sedaj Sankt Peterburg, Rusija).

## Življenje in delo
Markov je bil sin uradnika Andreja Grigorjeviča Markova in njegove prve žene Nadežde Petrovne. Bil je slabega zdravja in je do svojega desetega leta starosti lahko hodil le z berglami. Končal je sankt-peterburško gimnazijo št. 5.
Od leta 1874 je študiral na Fakulteti za fiziko in matematiko Državne univerze v Sankt Peterburgu. Diplomiral je leta 1878 in za svojo nalogo O integriranju diferencialnih enačb s pomočjo verižnih ulomkov (Об интегрировании дифференциальных уравнений при помощи непрерывных дробей) prejel zlato medaljo. Na univerzi je leta 1880 zaključil magistrski študij s svojo znamenito magistrsko nalogo O dvojiških kvadratnih formah pozitivnih determinant (О бинарных квадратичных формах положительного определителя). Naslednje leto 1881 je doktoriral z dizertacijo O nekaterih uporabah algebrskih verižnih ulomkov (О некоторых приложениях алгебраических непрерывных дробей) pri Čebišovu. V letu 1883 se je poročil z Marijo Ivanovno Valvatjevo. Leta 1886 so ga izbrali za člana Ruske akademije znanosti.
Ukvarjal se je s teorijo števil, verjetnostnim računom, s teorijo stohastičnih procesov in z matematično analizo. Napisal je učbenik Verjetnostni račun (Исчисление вероятностей) (1900). 
Njegovo delo je naprej razvil Kolmogorov. 
Po njem se imenuje markovska veriga, zaporedje {\displaystyle X_{1},X_{2},X_{3},...} diskretnih slučajnih spremenljivk, v katerem je prva naslednja spremenljivka {\displaystyle x_{n}} odvisna le od tega kašno vrednost ima spremenljivka {\displaystyle x_{n-1}} pri {\displaystyle n=2,3,4,...}. V verjetnostnem računu se po njem imenuje neenakost Markova, zgornja meja za verjetnost nenegativne funkcije slučajne spremenljivke.
V poznem 19. stoletju je moskovska verjetnostna šola mešala matematiko z religijo, saj je privzemala da stabilnost frekvenc dokazuje svobodno voljo in s tem obstoj boga. Markov je dokazal da velja centralni limitni izrek tudi za slučajne spremenljivke, ki niso neodvisne, in se tako oddaljil od zamisli moskovske šole. Markov je leta 1912 na lastno zahtevo dosegel, da so ga izključili iz cerkve. Tedaj je zapisal, da ne vidi razlike med ikonami in idoli.
Tudi njegov sin Andrej je bil matematik.